# Rómendacil II
Rómendacil II (traducido del quenya como ‘vencedor del este’) es un personaje ficticio que forma parte del legendarium creado por el escritor británico J. R. R. Tolkien y cuya historia es narrada en los apéndices de la novela El Señor de los Anillos. Es un dúnadan nacido en el año 1126 de la Tercera Edad del Sol, hijo de Calmacil y el decimonoveno soberano del reino de Gondor. Fue regente durante 64 años hasta su propia ascensión al trono en 1304 T. E. Su reinado duró 62 años (1304 - 1366 T.E) y tras 240 años de vida, murió en 1366 T. E.

## Historia ficticia

### Primeros años
Nacido en los postreros años del rey Hyarmendacil I (1015 - 1149 T. E.) con el nombre de Minalcar («torre gloriosa» del quenya), era hijo de Calmacil, quien a su vez era el segundo hijo varón del heredero al trono de Gondor, el príncipe Atanatar.
Minalcar era un hombre de gran carácter y vigor, semejante a su bisabuelo Hyarmendacil I, a quien reverenciaba, y diferente a sus inmediatos predecesores: su abuelo Atanatar II, su tío Narmacil I y su padre Calmacil. Estos últimos reyes descuidaron sus tareas de gobierno, delegando en ministros y favoritos hasta el nombramiento de Minalcar como regente.
Ya en los últimos años del reinado de Atanatar II Alcarin (1149 - 1226 T.E), la voz de Minalcar era escuchada en los concilios del reino. Con el fin de librarse de las preocupaciones que conllevaban el gobierno del reino y puesto que no tenía descendencia, el rey Narmacil I nombró  en 1240 T. E. a su sobrino Minalcar como Karma-Kundo («guardián del yelmo» del quenya), título para designar al regente de Gondor. De esta manera gobernó el reino de Gondor en nombre del rey durante 64 años, ya que su padre Calmacil le confirmaría en el cargo al ascender al trono.

### Regencia y reinado
A pesar de que de iure el reinado de Rómendacil II comenzó en el año 1304 T.E con su coronación como rey tras la muerte de su padre Calmacil, en las crónicas de Gondor se consideraba usualmente que su reinado había comenzado en 1240 T.E. Esto es así debido a que, como regente del reino gobernó de facto como rey desde su nombramiento. Tras su acceso a la Regencia, la mayor preocupación del nuevo regente se centró en los hombres del norte. Según se dice, los Hombres del Norte eran los más próximos en parentesco entre los Hombres inferiores a los Dúnedain, ya que en su mayoría descendían de los pueblos de los que habían salido los Edain de la Primera Edad. Eran especialmente cercanos al Pueblo de Hador, por lo que la gran mayoría eran de cabellos dorados y ojos claros, de buena complexión física, gran estatura además de "(...) listos de mente, resistentes y audaces, rápidos para el enfado y la risa..." (El Silmarillion)

«Estos Hombres del Norte eran descendientes de la misma raza de los que en la Primera Edad pasaron al Oeste de la Tierra Media y fueron aliados de los Eldar en las guerras contra Morgoth. Eran por tanto desde tiempos remotos parientes de los Dúnedain o Númenóreanos, y hubo estrecha amistad entre ellos y el pueblo de Gondor.»
«Cirion y Eorl y la amistad de Gondor y Rohan», de los Cuentos inconclusos.

Por tanto, como eran un pueblo amigo y aliado de Gondor, los reinos de los hombres del norte crecieron y prosperaron gracias a la paz generada por el poder de Gondor. Este pueblo habitaba Rhovanion, más allá del río Anduin y a la sombra del Gran Bosque Verde. Allí los reyes de Gondor les habían concedido gran cantidad de tierras, con la finalidad de que sirvieran de escudo contra las incursiones de los Hombres del Este, que siempre habían atacado por la planicie que se extiende entre el Mar Interior de Rhûn y las Montañas de la Ceniza.

«Habían crecido mucho en número durante la paz provocada por el poder de Gondor. Los reyes los favorecieron (...) y les concedieron vastas tierras más allá del Anduin al sur del Gran Bosque Verde, para que sirvieran de defensa contra los Hombres del Este.»
«Anales de los Reyes y Gobernantes», en los Apéndices de El Señor de los Anillos.

#### Campaña en el Este
Fue en tiempos de Ostoher (411-492 T. E.), séptimo rey de Gondor, que los hombres del Este atacaron por primera vez a Gondor. Fueron rechazados por Tarostar, hijo de Ostoher, que después de derrotarlos tomó el nombre de Rómendacil I (492-541 T. E.), aunque más tarde fue muerto en batalla contra ellos. Fue vengado por Turambar (541-667 T. E.), su hijo y sucesor, el cual venció definitivamente a los hombres del Este y ganó amplios territorios en el Este. Pocos años más tarde, se iniciaría el linaje de los "Reyes de los Barcas" con lo que el foco de atención militar del reino se concentró en el Sur.
Así pues, la frontera Este del reino se mantuvo tranquila, con los hombres del norte haciendo de escudo del reino contra incursiones esporádicas de los hombres del Este. No obstante, en los días de Narmacil I, durante la regencia de Minalcar los ataques de los hombres del Este se reanudaron. Aunque estos ataques comenzaron con escasa fuerza al principio, el regente supo con gran preocupación que algunos entre los hombres del norte se unían a los invasores del Este en sus incursiones.

«En los días de Narmacil I, esos ataques se reanudaron (...) pero el regente supo que los Hombres del Norte no siempre eran fieles a Gondor (...) fuera por la codicia del botín o por apoyar las querellas entre los príncipes.»
«Anales de los Reyes y Gobernantes», en los Apéndices de El Señor de los Anillos.

Por ello, en el año 1248 T. E. para evitar males mayores y como respuesta a los ataques de los Hombres del Este, el regente Minalcar reunió una gran fuerza y poniéndose al frente de las huestes, realizó una campaña entre Rhovanion y el Mar Interior. En esta campaña derrotó a un gran ejército de los hombres del Este, lo que le permitió destruir todos sus asentamientos al Este del Mar Interior. Con ello la frontera Este quedaba asegurada y se restauraba la hegemonía de Gondor en la zona. Tras esta gran victoria tomó el nombre de Rómendacil, como ya hiciera su antepasado Tarostar. Con este nombre accedería al trono de Gondor tras la muerte de su padre en 1304 T. E.

«Minalcar condujo a una gran fuerza y entre Rhovanion y el Mar Interior derrotó a un gran ejército de los Hombres del Este y destruyó todos sus campamentos y colonias al este del Mar.»
«Anales de los Reyes y Gobernantes», en los Apéndices de El Señor de los Anillos.

A pesar de su gran victoria, al regresar a Gondor, Rómendacil ordenó fortificar la orilla occidental del Anduin hasta la desembocadura del Limclaro, prohibiendo que ningún extranjero descendiera por el río más allá de Emyn Muil. Fue él quien hizo construir los Argonath, dos inmensas estatuas de Isildur y Anárion talladas en piedra, a la entrada de Nen Hithoel. Tenía por objetivo, no sólo rendir homenaje a los padres de Gondor, sino también marcar el límite septentrional del reino que ningún extranjero podía cruzar sin permiso del Rey.

#### La semilla de la Guerra Civil
A pesar de la prohibición a los extranjeros de descender más allá de Emyn Muil que el regente Rómendacil había establecido, el mismo Rómendacil sabía que tenía necesidad de contar con hombres del Norte para fortalecer la amistad entre Gondor y estos hombres. Por tanto Rómendacil tomó a muchos de esos hombres a su servicio, les concedió honores y a algunos les dio un alto rango en los ejércitos de Gondor.

«A su regreso, Rómendacil (...) tomó a muchos de ellos a su servicio y concedió a algunos un alto rango en sus ejércitos»
«Anales de los Reyes y Gobernantes», en los Apéndices de El Señor de los Anillos.

De entre todos los príncipes de los hombres del Norte, Rómendacil dio muestras de especial favor a Vidugavia, que le había ayudado en la guerra contra los hombres del Este. Este caudillo de los hombres del Norte se llamaba a sí mismo «Rey de Rhovanion», un título algo presuntuoso a pesar de que era el príncipe más poderoso del Norte, cuyo reino estaba entre el Bosque Verde y el río Celduin.

«Rómendacil dio muestras de favor especial a Vidugavia, que lo había ayudado en la guerra.»
«Anales de los Reyes y Gobernantes», en los Apéndices de El Señor de los Anillos.

En 1250 T. E., Rómendacil envió a su hijo Valacar como embajador ante Vidugavia con la intención de que se familiarizara con la lengua, maneras y política de los Hombres del Norte. Sin embargo, Valacar se excedió en este cometido ya que Llegó a amar las tierras septentrionales y a sus gentes, y se casó con Vidumavi, hija de Vidugavia. Rómendacil nada pudo hacer por oponerse a este matrimonio, ya que prohibirlo o negarse a reconocerlo supondría ofender gravemente a Vidugavia y a todos los Hombres del Norte, con lo que los hombres a su servicio dejarían de ser de confianza.

«Fue este matrimonio lo que desencadenó más tarde la guerra de la Lucha entre Parientes.»
«Anales de los Reyes y Gobernantes», en los Apéndices de El Señor de los Anillos.

En 1260 T.E, tras haber esperado pacientemente, Rómendacil reclamó la presencia de Valacar en Gondor argumentando que ya era tiempo de que Valacar participara en los concilios del reino y en el mando de los ejércitos. Valacar volvió a Gondor con su esposa Viduvami y su hijo pequeño, llamado Vinitharya en la lengua de su madre y Eldacar en Gondor. Con ellos vino un séquito de hombres y mujeres nobles del Norte, fueron bienvenidos y durante un tiempo todo pareció estar bien. Vidvami, esposa de Valacar, fue una noble y bella mujer que aprendió las maneras y la lengua de Gondor, permitiendo que la llamaran Galadwen, traducción al sindarin de su nombre.

«La reina había sido una bella y noble señora, pero de corta vida de acuerdo con el hado de los Hombres menores, y los Dúnedain temían que sus descendientes se le asemejaran, y malograran la majestad de los Reyes de los Hombres.»
«Anales de los Reyes y Gobernantes», en los Apéndices de El Señor de los Anillos.

A pesar de vivir largos años para lo que era habitual entre su gente, la esposa de Valacar murió en el año 1344 T.E (otras fuentes indican 1332 T.E) y entonces una sombra cayó sobre Rómendacil II, previendo los problemas que estaban por venir. Hacía tiempo que había sido coronado rey y su vida y su reinado se acercaban a su fin, y muchos entre los Dúnedain esperaban su muerte para ver a Eldacar como heredero al Trono. Y mientras murmuraban y conspiraban.

«Porque los altos hombres de Gondor miraban ya con desconfianza a los Hombres del Norte que había entre ellos; y era cosa inaudita hasta entonces que el heredero de la corona o hijo alguno del Rey se casara con alguien de una raza menor y extranjera.»
«Anales de los Reyes y Gobernantes», en los Apéndices de El Señor de los Anillos.

### Sucesión
Tras un reinado pacífico y próspero Rómendacil II murió en el año 1366 T. E., siendo sucedido por su hijo Valacar. Valacar tuvo un reinado caracterizado por el problema sucesorio, ya que muchos en Gondor no aceptaban a Eldacar al que llamaban "Bastardo del Norte". Había rebelión en las provincias del Sur cuando el rey Valacar llegó a viejo. Y a la muerte de Valacar estalló la guerra civil, la Lucha entre Parientes.

«Además, no estaban dispuestos a aceptar como señor a un hijo de ella, que aunque ahora se llamaba Eldacar, había nacido
en un país extranjero y se había llamado Vinitharya, nombre del pueblo de su madre. Por tanto, cuando Eldacar sucedió a Valacar, hubo guerra en Gondor.»
«Anales de los Reyes y Gobernantes», en los Apéndices de El Señor de los Anillos.